# Thun
Thun (französisch Thoune) ist eine Einwohnergemeinde und der Hauptort des Verwaltungskreises Thun des Schweizer Kantons Bern.
Thun wird als Tor zum Berner Oberland bezeichnet. Die Stadt liegt am Ausfluss der Aare aus dem Thunersee. Thun ist die grösste Garnisonsstadt der Schweizer Armee und die elftgrösste Stadt der Schweiz. Die Agglomeration Thun umfasst etwa 80'000 Einwohner.

## Geographie
Der historische Stadtkern liegt nicht direkt am Thunersee, sondern etwa 1,5 Kilometer davon entfernt an der Aare. Die Innenstadt besteht aus dem Schlossberg, der Unterstadt, der oberen Hauptgasse und dem Bälliz. Auf dem Schlossberg stehen das Schloss und die Stadtkirche. Das Bälliz ist eine Insel in der Aare beim Abfluss aus dem Thunersee und gehört seit dem 14. Jahrhundert zur Stadt. Seit 1988 ist sie eine Fussgängerzone. Heute ist es nicht nur die wichtigste Einkaufs- und Marktgasse der Stadt, sondern auch die kulturelle Insel und Zentrum sowie eine beliebte Flaniermeile.
Die neuen Stadtquartiere liegen auf der Schwemmebene am Nordwestende des Thunersees, welche von der Kander aufgeschüttet wurde, bevor diese 1714 in den See umgeleitet wurde.

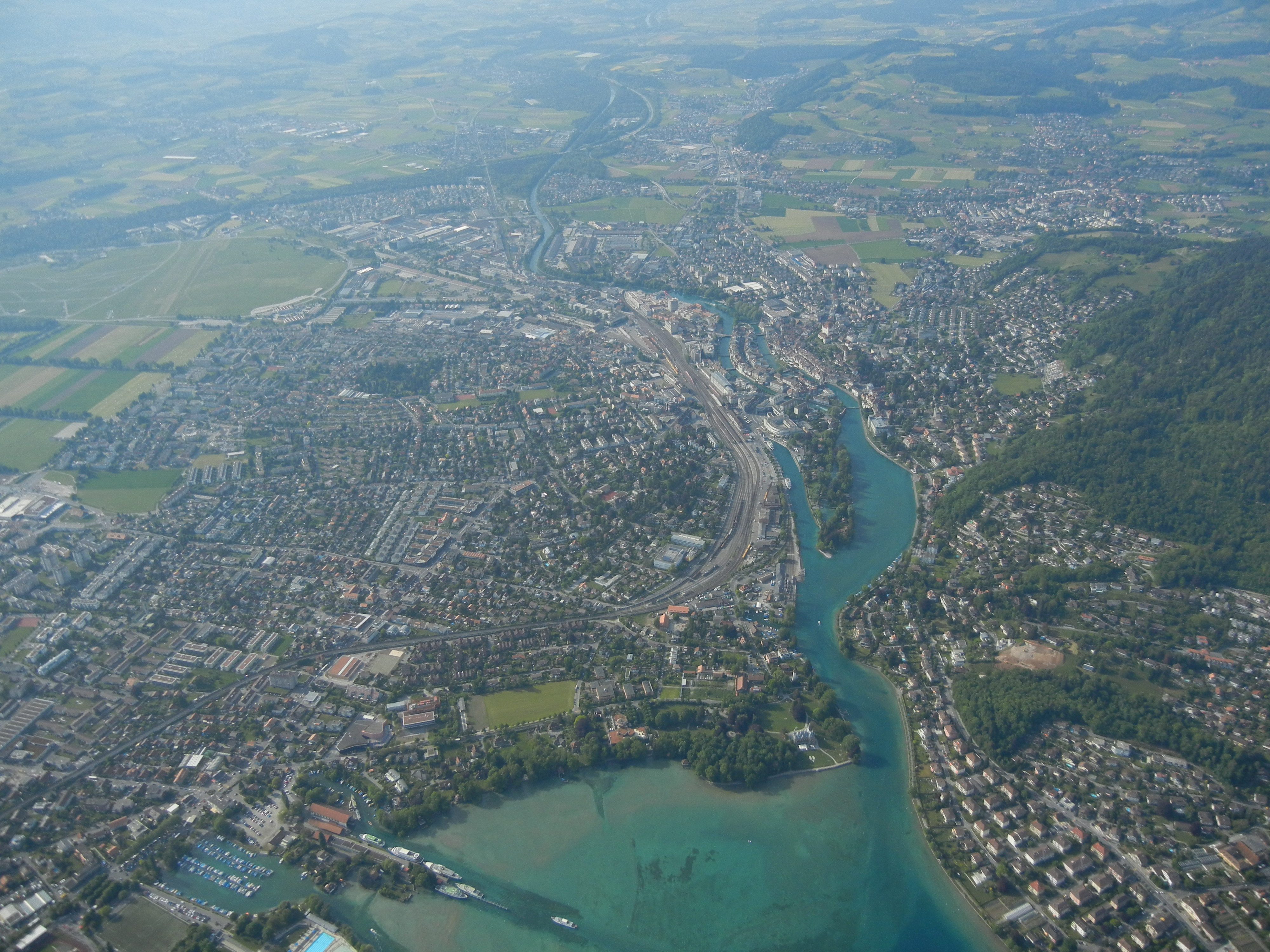
Luftaufnahme der Stadt Thun
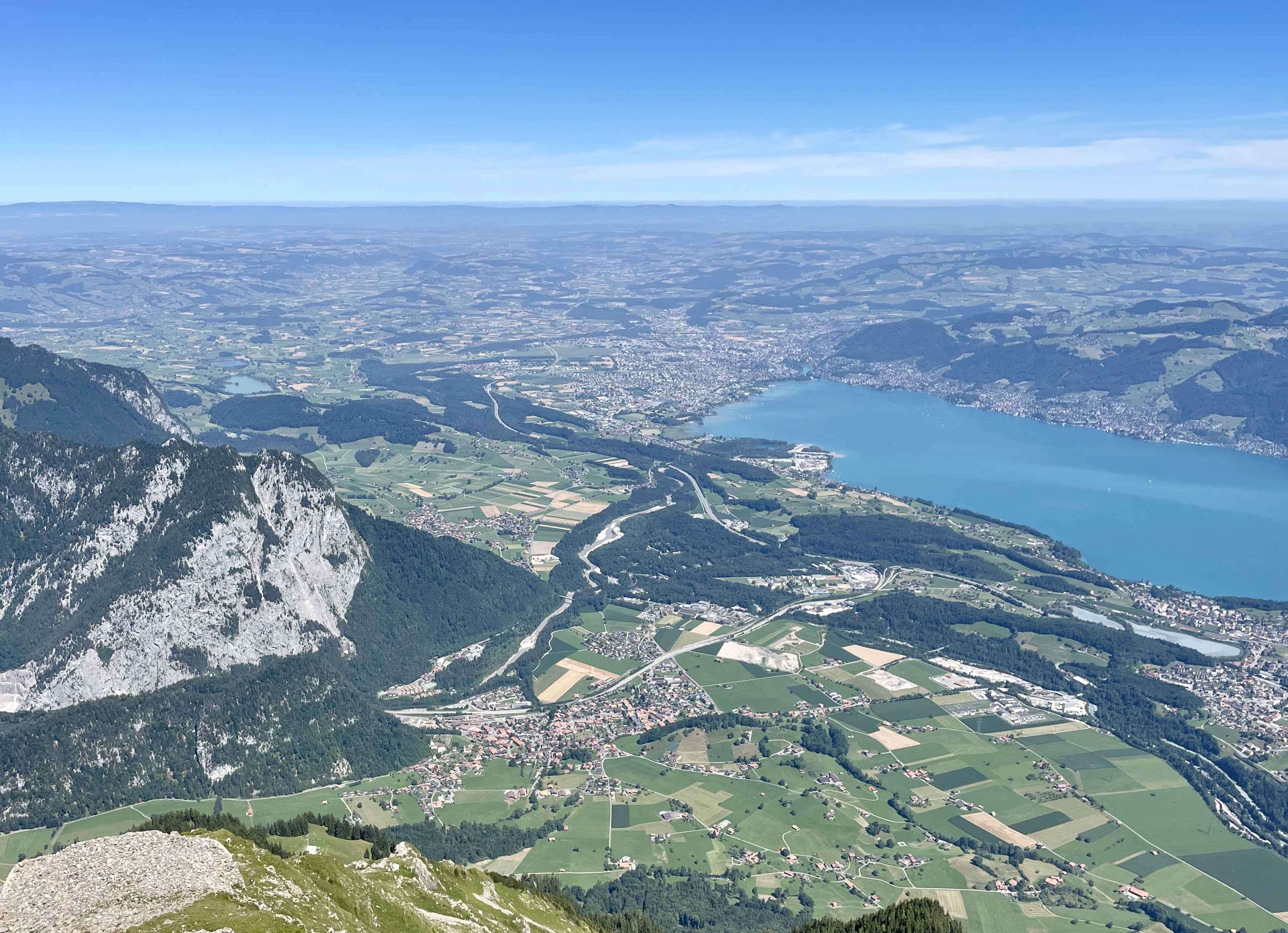
Blick auf Thun vom Niesen

Während im Norden die Nachbargemeinde Steffisburg mit dem Ortsteil Schwäbis direkt an die Innenstadt grenzt, reicht das Thuner Gemeindegebiet im Süden wesentlich weiter und umfasst entlang des linken Seeufers die ehemaligen Dörfer Dürrenast und Teile von Gwatt, welche heute zum geschlossenen Siedlungsgebiet der Stadt gehören. Im Westen der Gemeinde liegen das Quartier Lerchenfeld, die Allmend, welche heute vor allem als Truppenübungsplatz genutzt wird, sowie der Stadtteil Allmendingen. Im Osten reicht das Gemeindegebiet ins Hügelland hinein und umfasst das Dorf Goldiwil. Der mit der Stadt zusammengewachsene Ortsteil Hünibach am rechten Seeufer gehört nicht mehr zu Thun, sondern zur Gemeinde Hilterfingen.

### Stadtquartiere
| Quartier                | BFS-Code | Quartiere von Thun |
| Bälliz-Freienhofgasse   | 942002   | Quartiere von Thun |
| Goldiwil                | 942003   | Quartiere von Thun |
| Hohmad                  | 942005   | Quartiere von Thun |
| Lauenen-Hofstetten-Ried | 942006   | Quartiere von Thun |
| Lerchenfeld             | 942007   | Quartiere von Thun |
| Militärgebiet           | 942008   | Quartiere von Thun |
| Seefeld                 | 942009   | Quartiere von Thun |
| Westquartier            | 942011   | Quartiere von Thun |
| Allmendingen            | 942036   | Quartiere von Thun |
| Buchholz                | 942037   | Quartiere von Thun |
| Dürrenast               | 942038   | Quartiere von Thun |
| Gwatt                   | 942039   | Quartiere von Thun |
| Neufeld                 | 942040   | Quartiere von Thun |
| Schoren                 | 942041   | Quartiere von Thun |
| Aarefeld                | 942047   | Quartiere von Thun |
| Altstadt                | 942074   | Quartiere von Thun |

## Geschichte

### Bedeutung des Namens
Der Name Thun wird vom keltischen Gattungswort dūnon (latinisiert dūnum) hergeleitet, was «Palisadenwerk, Burg, befestigter Ort» bedeutet und urverwandt mit deutsch Zaun, englisch town ist (siehe auch: Dun).

### Erste Siedlungen

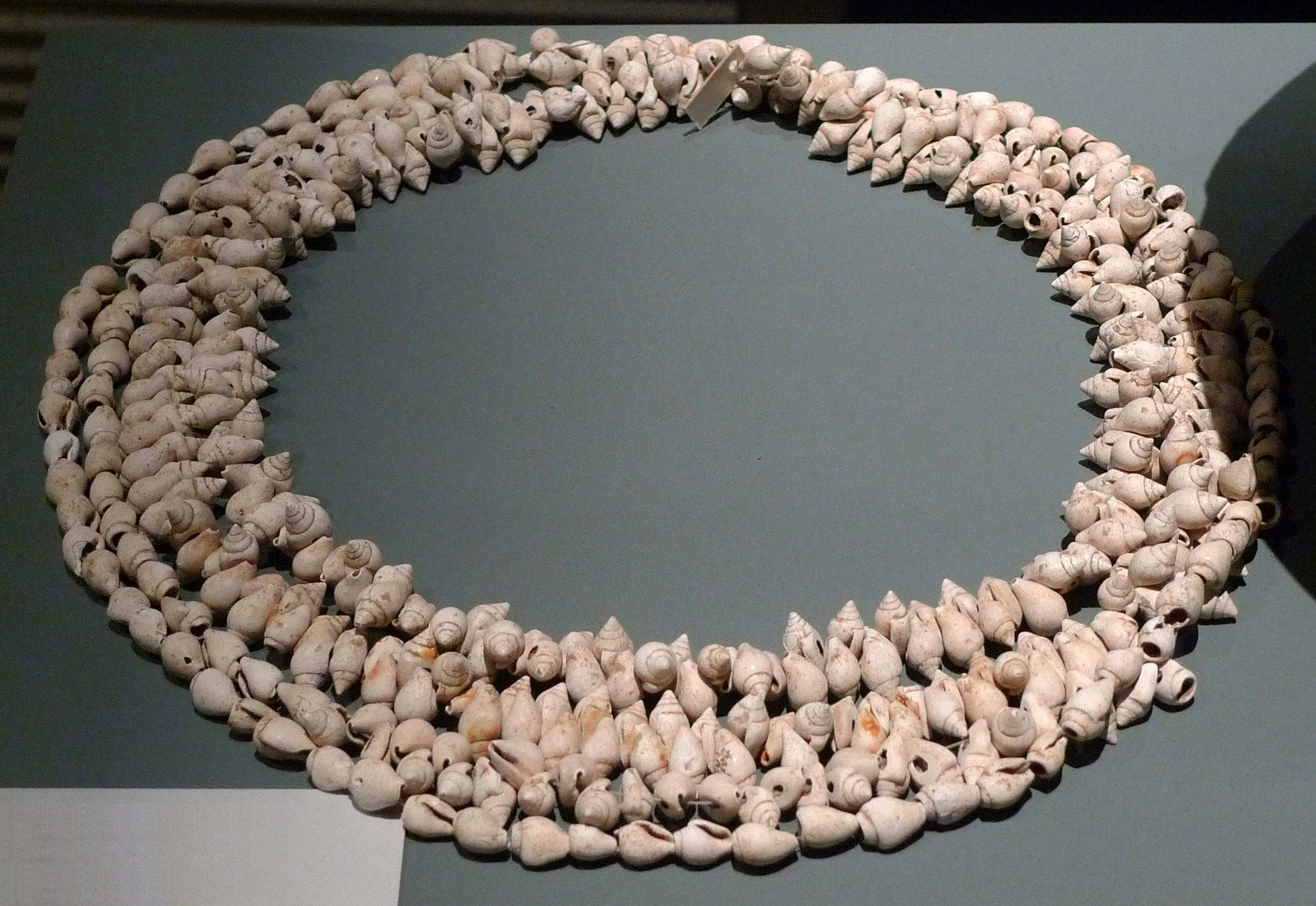
Ein in der Nähe von Thun entdeckter Halsschmuck aus 450 Muscheln, die ausnahmslos aus dem Mittelmeer stammen. Er wurde um 1700 v. Chr. hergestellt und befindet sich heute im Bernischen Historischen Museum.

Schloss Thun (Fotografie von Bruno Wehrli, 1910). Der Wohnturm wurde um 1190 von den Zähringern errichtet.

Bereits in der Jungsteinzeit (ca. 2500 v. Chr.) gab es eine Siedlung im Gebiet der heutigen Marktgasse. Es existieren reiche Funde aus der Bronzezeit von 1800 bis 800 v. Chr. aus den Gebieten Strättligen und Allmendingen. Im nördlichen Becken des Thunersees befand sich einst eine Pfahlbauersiedlung.
Als die römischen Legionen 58 v. Chr. fast das ganze Gebiet der heutigen Schweiz einnahmen, wurde auch das Gebiet des heutigen Thun ins Imperium eingegliedert. Zunächst Teil der römischen Provinz Germania superior, wurde Thun im Zuge der Verwaltungs- und Militärreformen des römischen Kaisers Diokletian (284–305) im Jahre 297 n. Chr. Bestandteil der Provinz Maxima Sequanorum.
An der römischen Fernstrasse Richtung Oberland stand von 58 v. Chr. bis ca. 400 n. Chr. bei Allmendingen am Rand der Thunerallmend ein Tempelbezirk mit einem gallo-römischen Heiligtum, acht von einer Mauer umgebene kleine Tempel, und daneben ein Wirtschaftsbezirk. Im Stadtgebiet selbst wird zwar die Existenz des römischen vicus Dunum vermutet. Bis heute gibt es aber, von vereinzelten Münz- und Ziegelfunden abgesehen, keine Spuren dieser Siedlung.
Nachdem der ostgermanische Stamm der Burgunder im Jahre 443 n. Chr. vom weströmischen Heermeister Aëtius als foederati in der heutigen Westschweiz und in Sapaudia (heute Savoyen, damals der südöstliche Teil der Provinz Maxima Sequanorum) angesiedelt worden war, schwand die römische Herrschaft über die Region um Thun. Der Fluss Aare wurde zur Grenze zwischen den christlichen Burgundern und den noch heidnischen Alamannen im Norden.

### Zeit der Zähringer und Kyburger
Im Frühmittelalter standen auf dem Schlossberg eine Kirche und eine Burg und an der Aare eine Siedlung mit einem Flussübergang. Im 7. Jahrhundert wird Thun in der Fredegar-Chronik erwähnt. Im Jahre 1033, als Konrad II. den Titel als König von Burgund verliehen bekam, wurde Thun ins Heilige Römische Reich eingegliedert. Gegen Mitte des 12. Jahrhunderts gehörte die Gegend zum zähringischen Rektorat Burgund. Vor 1200 bauten die Herzöge von Zähringen den zentralen Teil (Donjon) des heutigen Schlosses und erweiterten die Stadt um die Hauptgasse bis zum Rathausplatz. Als das Geschlecht der Zähringer 1218 ausstarb, erbten die ostschweizerischen Grafen von Kyburg die Stadt. Im 12. und 13. Jahrhundert bestanden zudem zwei Adelsfamilien, die sich von Thun nannten, eine freien Standes und die andere als kyburgische Ministerialen. 1264 erhielt Thun das Stadtrecht.
Auseinandersetzungen um die Herrschaft im Hause Kyburg führten 1322 zum Brudermord im Schloss Thun. Graf Eberhard, der Brudermörder, musste Hilfe bei Bern suchen und Thun 1323 an Bern verkaufen. Er erhielt die Stadt als Lehen zurück, seine Nachfahren mussten sie aber 1384 zusammen mit Burgdorf endgültig an Bern abtreten. 1476 erhielten die Thuner als Auszeichnung für ihre Leistungen in der Schlacht bei Murten an Stelle des schwarzen Sterns einen goldenen in ihr Wappen.

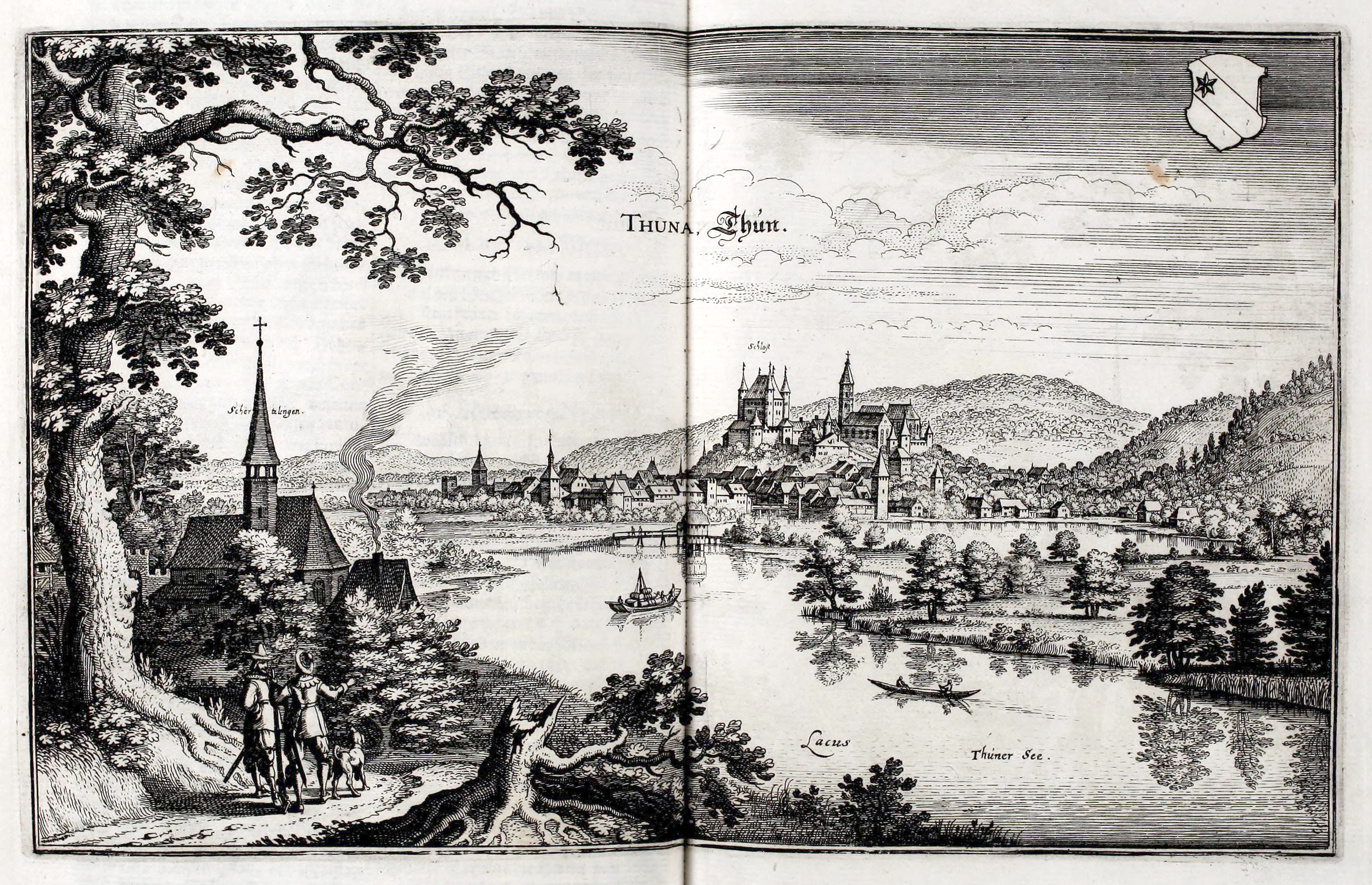
Thun in der Topographia Helvetiæ, Rhætiæ et Valesiæ von Matthäus Merian, 1654

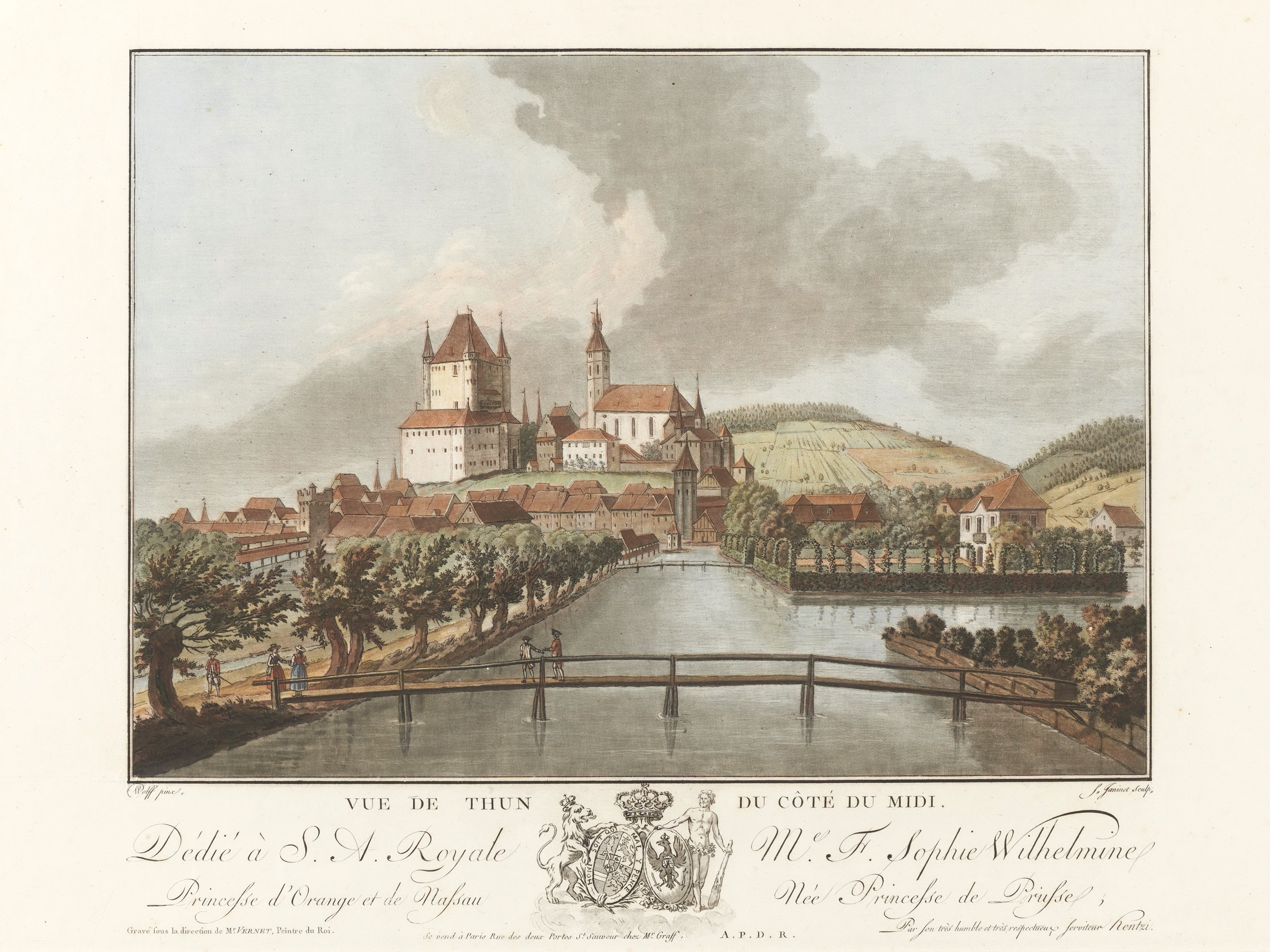
Thun 1785 (Farbkupferstich nach einer Zeichnung von Caspar Wolf)

### Regionales Marktzentrum
Im 16. Jahrhundert blühten in Thun das Handwerk und die Wirtschaft. Die Stadt wurde zu einem regionalen Marktzentrum. In der Mitte der Stadt wurde ein neues Rathaus mit einem Kaufhaus im Erdgeschoss erstellt und davor ein grosser Marktplatz, der Rindermarkt, geschaffen. Etwa um 1528 fand in Thun die Reformation statt. 1585 wurde der Archivturm, der als Schatz- und Rüstungskammer diente, erbaut.
Im 17. und 18. Jahrhundert entwickelte sich die Stadt kontinuierlich weiter und es erfolgten erste Versuche zur Einführung von Industrie. Thun blieb aber stets nur ein regionales Wirtschaftszentrum. Der Fernhandel spielte eine untergeordnete Rolle. 1641 begannen die Bauernunruhen, der sogenannte Thunerkrieg. Das städtische Kornhaus wurde 1699 erbaut. 1714 wurde die Kander in den Thunersee geleitet. Die Stadtbibliothek wurde 1785 gegründet. Nach dem Einmarsch der Franzosen, zur Zeit der Helvetik war Thun Hauptstadt des von 1798 bis 1802 existierenden Kantons Oberland.

### Thun als Tourismusdestination und Militärstadt

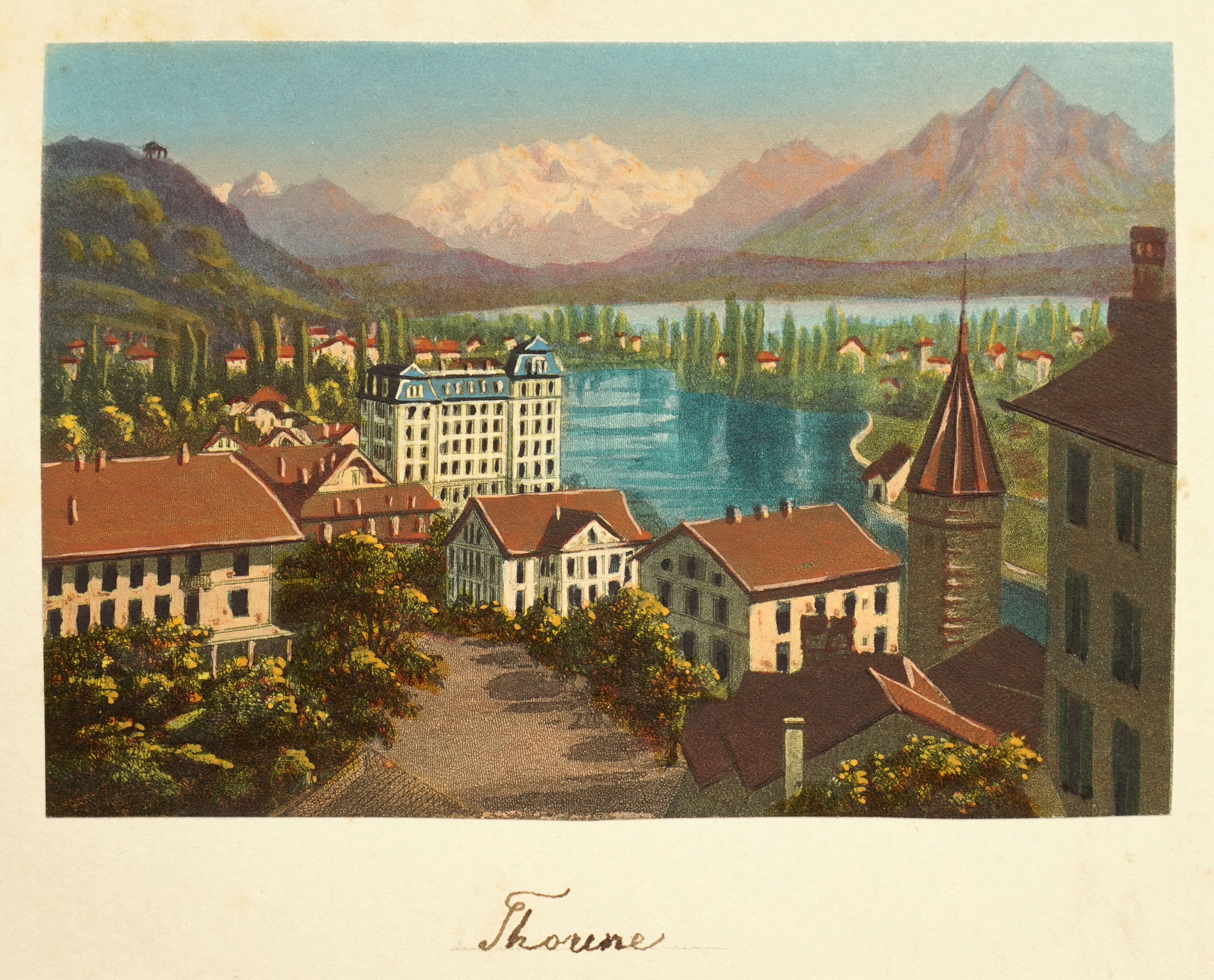
Thun mit «Grand Hôtel Thunerhof», kurz nach dessen Eröffnung 1875 (Radierung von Heinrich Müller)

Anfang des 19. Jahrhunderts begann durch das Aufkommen des Fremdenverkehrs und mit der Eröffnung der Eidgenössischen Militärschule 1819 eine neue Epoche. Mit dem Bau von Hotels und Pensionen und der Eröffnung der Dampfschifffahrt auf dem Thunersee 1835 wurde Thun zu einem bedeutenden Touristenort. Ein Pionier war Jakob Wilhelm Knechtenhofer, der anfangs des 19. Jahrhunderts die Familienresidenz «Lindenheim» in Thun-Hofstetten für Reisende eröffnete.
1859 wurde Thun ans Eisenbahnnetz angeschlossen. Die «Baugesellschaft Thun» erstellte das «Grand Hôtel Thunerhof»; die Eröffnung erfolgte 1875.
Die Auflösung der fünf Thuner Zünfte erfolgte 1865. Mit dem frei werdenden Kapital gründen die ehemaligen Mitglieder der Metzgern-, Pfistern- und Schmiedenzunft die Spar- & Leihkasse Thun. Die erste Thuner Tageszeitung, der Tägl. Anzeiger für Thun und das Berner Oberland, erschien erstmals am 6. Oktober 1877.
Die Militärschule entwickelte sich im Laufe der Zeit zum grössten Waffenplatz der Schweiz und brachte 1861/1863 auch die eidgenössischen Militärbetriebe in die Stadt. Der Industrielle Gustav Selve eröffnete 1895 in Thun eine Fabrik zur Herstellung von Munitionsnäpfchen.

### Bevölkerungszunahme und Stadterweiterung

Luftaufnahme von Walter Mittelholzer, 1919

Im 20. Jahrhundert erfolgte eine starke Bevölkerungszunahme und damit auch eine grosse bauliche Ausdehnung der Stadt. Zudem wurden die Vorortsgemeinden Goldiwil 1913 und Strättligen 1920 eingemeindet.
Im Sommer 1916 demonstrierten Frauen auf dem Marktplatz gegen die hohen Lebensmittelpreise. Die neue Gemeindeordnung schaffte 1919 die Gemeindeversammlung ab und führte als Legislative den Stadtrat ein. Die Einführung des Frauenstimm- und -wahlrechts in Gemeindeangelegenheiten erfolgte 1969.
Ein neuer Bahnhof wurde am 1. Juni 1923 eröffnet. 1925 wurde der Schifffahrtskanal vom oberen Inseli bis zum neuen Bahnhof dem Verkehr freigegeben. Seit 1971 ist die Stadt an die Autobahn A6 angeschlossen. Zur Reinigung des Abwassers wurde die Gemeinde an die ARA Thunersee in der Uetendorfer Allmend angeschlossen.
Ab 1981 Planung und teilweise Realisation von Stadterweiterungen: Aarestrasse, Aarfeld- und Bahnhofareal, Scheibenstrasse. Die Spar- & Leihkasse Thun brach 1991 zusammen, und die Metallwerke Selve kündeten die Schliessung an.

### Gegenwart
Im 21. Jahrhundert erfolgten erneut einige Erweiterungen der Stadt: Neuüberbauung Aarefeld, Bau des Kultur- und Kongresszentrum Thun (KKThun), des neuen Fussballstadions Arena Thun, Neugestaltung des Selve-Areals. Diesen sollen weitere Projekte wie z. B. ein Wirtschaftspark im Gebiet Schoren, der Entwicklungsschwerpunkt (ESP) Thun-Nord (mit neuer Aareüberquerung) sowie die Umgestaltung des Emmi-Areals folgen.

## Bevölkerung

### Bevölkerungsentwicklung
| Bevölkerungsentwicklung | Bevölkerungsentwicklung | Bevölkerungsentwicklung | Bevölkerungsentwicklung | Bevölkerungsentwicklung | Bevölkerungsentwicklung | Bevölkerungsentwicklung | Bevölkerungsentwicklung | Bevölkerungsentwicklung | Bevölkerungsentwicklung | Bevölkerungsentwicklung | Bevölkerungsentwicklung | Bevölkerungsentwicklung | Bevölkerungsentwicklung | Bevölkerungsentwicklung | Bevölkerungsentwicklung | Bevölkerungsentwicklung | Bevölkerungsentwicklung | Bevölkerungsentwicklung |
| ----------------------- | ----------------------- | ----------------------- | ----------------------- | ----------------------- | ----------------------- | ----------------------- | ----------------------- | ----------------------- | ----------------------- | ----------------------- | ----------------------- | ----------------------- | ----------------------- | ----------------------- | ----------------------- | ----------------------- | ----------------------- | ----------------------- |
| Jahr                    | 1400                    | 1764                    | 1798                    | 1818                    | 1836                    | 1850                    | 1870                    | 1888                    | 1900                    | 1910                    | 1930                    | 1950                    | 1970                    | 1990                    | 2000                    | 2014                    | 2019                    | 2023                    |
| Einwohner               | ca. 1400                | 1'414                   | 1'566                   | 1'936                   | 2'646                   | 6'019                   | 7'290                   | 8'286                   | 10'213                  | 12'173                  | 16'524                  | 24'157                  | 36'523                  | 38'211                  | 40'377                  | 44'048                  | 44'271                  | 43'905                  |

### Bevölkerungszusammensetzung
Stand 31. Dezember 2019:

Total Einwohner: 44'271 (100 %)

Ausländer: 6'175 (14,0 %)
- 0–19 7'365 (16,6 %)
- 20–39 11'694 (26,4 %)
- 40–59 11'779 (26,6 %)
- 60–79 10'361 (23,4 %)
- 80+0003'072 (6,9 %)

### Religionszugehörigkeit
Ende 2024 waren 44,1 % der Gesamtbevölkerung Thuns reformiert, 11,5 % römisch-katholisch, 0,2 % christkatholisch und 44,1 % gehörten keiner staatlich anerkannten Religion an. Ende Dezember 2019 waren 52,1 % der Gesamtbevölkerung Thuns reformiert, 13,4 % römisch-katholisch, 0,2 % christkatholisch und weniger als 0,1 % gehörten der jüdischen Religion an.
Mitgliederzahlen zu staatlich nicht anerkannten Religionsgemeinschaften liegen für die Gesamtbevölkerung in Thun seit der Volkszählung 2000 keine mehr vor. Jedoch führte das Bundesamt für Statistik im Jahr 2018 eine Stichprobenerhebung in Thun durch, bei welcher Personen ab 15 Jahren bezüglich ihrer Religion befragt wurden. Die Resultate sind in der folgenden Tabelle zusammengefasst:
| Religion                        |        |
| ------------------------------- | ------ |
| Christentum                     | 72,1 % |
| – reformiert                    | 51,7 % |
| – römisch-katholisch            | 13,7 % |
| – andere christliche Konfession | 06,7 % |
| Islam                           | 04,2 % |
| andere Religionen               | 02,0 % |
| konfessionslos                  | 20,7 % |
| keine Angabe                    | 01,0 % |

## Politik
| Partei               | 2022 | 2018 | 2014 | 2010 | 2006 | 2002 | 1998 |
| -------------------- | ---- | ---- | ---- | ---- | ---- | ---- | ---- |
| SVP                  | 9    | 10   | 11   | 12   | 10   | 10   | 8    |
| SP                   | 7    | 8    | 9    | 8    | 11   | 14   | 14   |
| Die Mitte            | 3    | -    | -    | -    | -    | -    | -    |
| Grüne (bis 2006 GFL) | 8    | 8    | 5    | 4    | 5    | 3    | 2    |
| FDP                  | 3    | 3    | 3    | 4    | 7    | 6    | 7    |
| glp                  | 3    | 3    | 2    | 1    | -    | -    | -    |
| PARTEILOS            | 3    | -    | -    | -    | -    | -    | -    |
| EVP                  | 2    | 2    | 2    | 2    | 2    | 2    | 2    |
| EDU                  | 2    | 2    | 2    | 2    | 2    | 2    | 3    |
| BDP                  | -    | 3    | 5    | 6    | -    | -    | -    |
| CVP                  | -    | 1    | 1    | 1    | 2    | 2    | 2    |
| SD                   | -    | -    | -    | -    | 1    | 1    | 2    |
| TOTAL                |      |      | 40   | 40   | 40   | 40   | 40   |

### Organe
- Stimmberechtigte (rund 31'000)
- Stadtrat (Parlament, Legislative, 40 Mitglieder)
- Gemeinderat (Exekutive, 5 Mitglieder)
- Mitglieder des Gemeinderates, soweit sie entscheidbefugt sind
- Zur Vertretung der Stadt befugte Angestellte
- Ständige Kommissionen mit Entscheidbefugnis
- Rechnungsprüfungsorgan

### Stadtrat
- Grüne: 8
- SP: 7
- EVP: 2
- GLP: 3
- Mitte: 3
- PARTEILOS: 3
- FDP: 3
- SVP: 9
- EDU: 2

Der Stadtrat gibt Impulse für die städtische Politik und übt die politische Aufsicht über die Tätigkeit des Gemeinderates und der Verwaltung aus. Das Stadtparlament konzentriert sich hauptsächlich auf die übergeordneten und längerfristigen Ziele. Der Stadtrat besteht aus 40 Mitgliedern. Er wird gleichzeitig zum Gemeinderat ebenso im Proporzverfahren vom Volk gewählt, wobei die ganze Stadt einen einzigen Wahlkreis bildet. Seine Sitzungen sind öffentlich und finden im Rathaus statt. Die Traktanden und Beschlüsse werden im Thuner Amtsanzeiger veröffentlicht. Der Stadtrat hat die Oberaufsicht über die Verwaltung und behandelt unter anderem folgende Geschäfte:
- Genehmigung der Legislaturplanung, der Jahresrechnung und des Jahresberichtes
- Genehmigung des Voranschlags (endgültig, falls keine Änderung der Steueranlage vorgesehen ist)
- Finanzbeschlüsse:
- endgültig: neue Ausgaben von 201'000 bis 2 Millionen Franken
- unter Vorbehalt des fakultativen Referendums: Neue Ausgaben von 2 bis 4 Millionen Franken
- Wahl von Kommissionen mit Entscheidbefugnis
- Erlass von Reglementen

### Gemeinderat
Der Gemeinderat ist die oberste Vollzugs-, Planungs-, Verwaltungs- und Polizeibehörde der Stadt und besteht aus fünf Mitgliedern, darunter der vom Volk direkt gewählte Stadtpräsident. Der Gemeinderat wird alle vier Jahre im Proporzverfahren vom Volk gewählt. Er organisiert und leitet die Stadtverwaltung und vertritt die Gemeinde nach aussen. Massgebend sind die durch Gesetz vorgegebenen Aufgaben sowie die Aufträge des Stadtrates. Ihm obliegen weiter u. a. die Anstellung des Kaders und der Erlass von Verordnungen und Vorschriften. Auch kann er neue einmalige Ausgaben bis zu 200'000 Franken bewilligen. Die Sitzungen finden in der Regel einmal pro Woche statt und sind nicht öffentlich.

### Gericht
In Thun hat das Regionalgericht Berner Oberland, ein erstinstanzliches kantonales Gericht, seinen Sitz.

### Nationale Wahlen
Die Stimmenanteile der Parteien anlässlich der Nationalratswahlen 2023 betrugen: SVP 26,1 % (−0,5 %), SP 21,0 % (+4,1 %), glp 12,7 % (+1,9 %), GPS 11,3 % (−3,8 %), Mitte 7,0 % (−2,2 %), FDP 6,7 % (−0,9 %), EVP 6,3 % (+0,4 %), EDU 4,8 % (+1,9 %).

## Wirtschaft

Blechwarenfabrik Hoffmann & Söhne in Thun. Kriegstechnische Abteilung, 1914–1918

Neben dem Tourismus sind der Maschinen- und Apparatebau, das Verlagswesen und das Militär von wirtschaftlicher Bedeutung. Die Blütezeit des Fremdenverkehrs in Thun ist zwar vorbei, trotzdem ist der Tourismus immer noch eine wichtige wirtschaftliche Einnahmequelle. Jährlich übernachten über 120'000 Gäste in Thun und rund 1,8 Millionen Tagesgäste besuchen die Stadt (Zahlen für 2010).
Thun ist heute der grösste und bedeutendste Marktort im Berner Oberland. Einheimische und Gäste schätzen das vielfältige Angebot der Geschäfte und der verschiedenen Märkte in der Innenstadt. Das «Bälliz» zwischen der inneren und äusseren Aare ist ein beliebtes Einkaufsquartier. Ganztägige Märkte finden dort am Mittwoch und Samstag statt, ein Frischproduktemarkt am Samstagvormittag auf dem Rathausplatz. Periodisch stattfindende Märkte sind der Pelzfellmarkt (2. Samstag im Februar) und der Grossmärit (2. Samstag im Juni). Weitere Angebote sind Flohmärkte auf dem Mühleplatz, Handwerkermärkte, Weihnachtsmarkt u. a. mehr.
In Thun sind insgesamt 4500 Firmen ansässig. Neben dem Tourismus sind u. a. der Handel, das Gesundheits- und Sozialwesen, das Baugewerbe (Frutiger AG, Duscholux AG), die Verwaltung, der Maschinenbau (RUAG) und das Militär von wirtschaftlicher Bedeutung. Mit der EMPA ist Thun auch Standort einer Forschungs- und Dienstleistungsinstitution für Materialwissenschaften und Technologieentwicklung innerhalb des ETH-Bereichs.
Zudem ist Thun Mitglied in mehreren Wirtschaftsorganisationen.

## Sehenswürdigkeiten

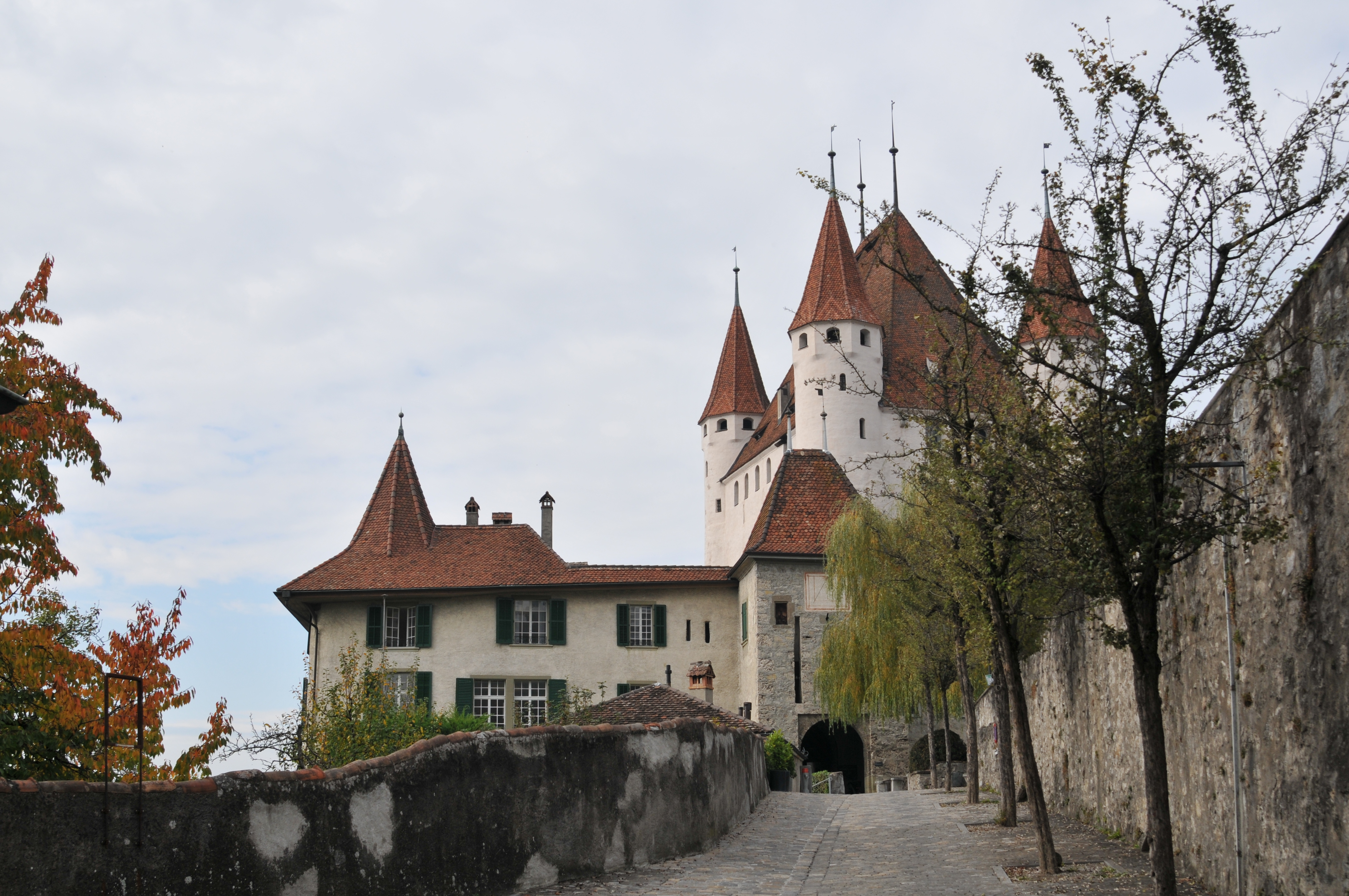
Schloss Thun

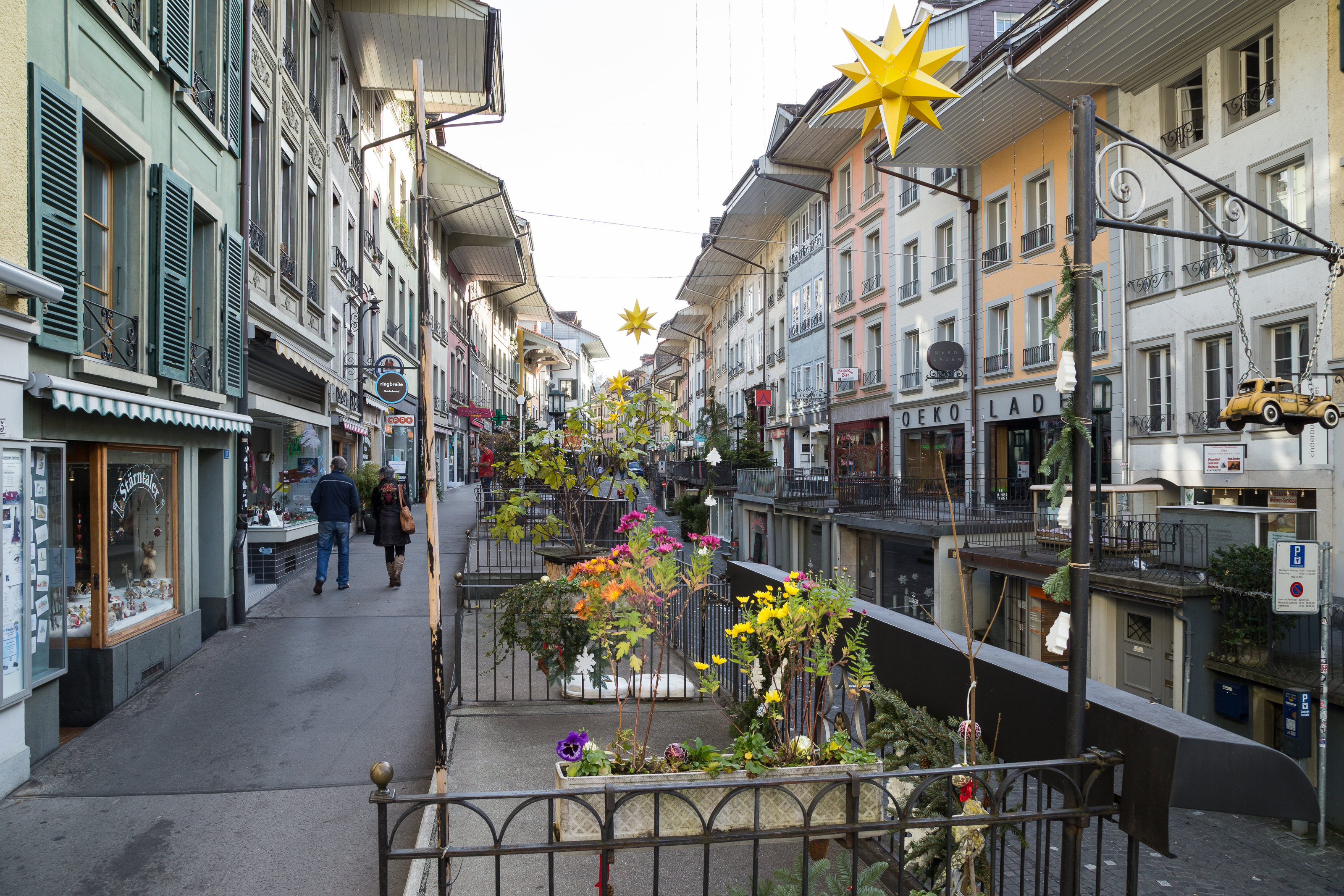
Obere Hauptgasse mit Hochtrottoirs

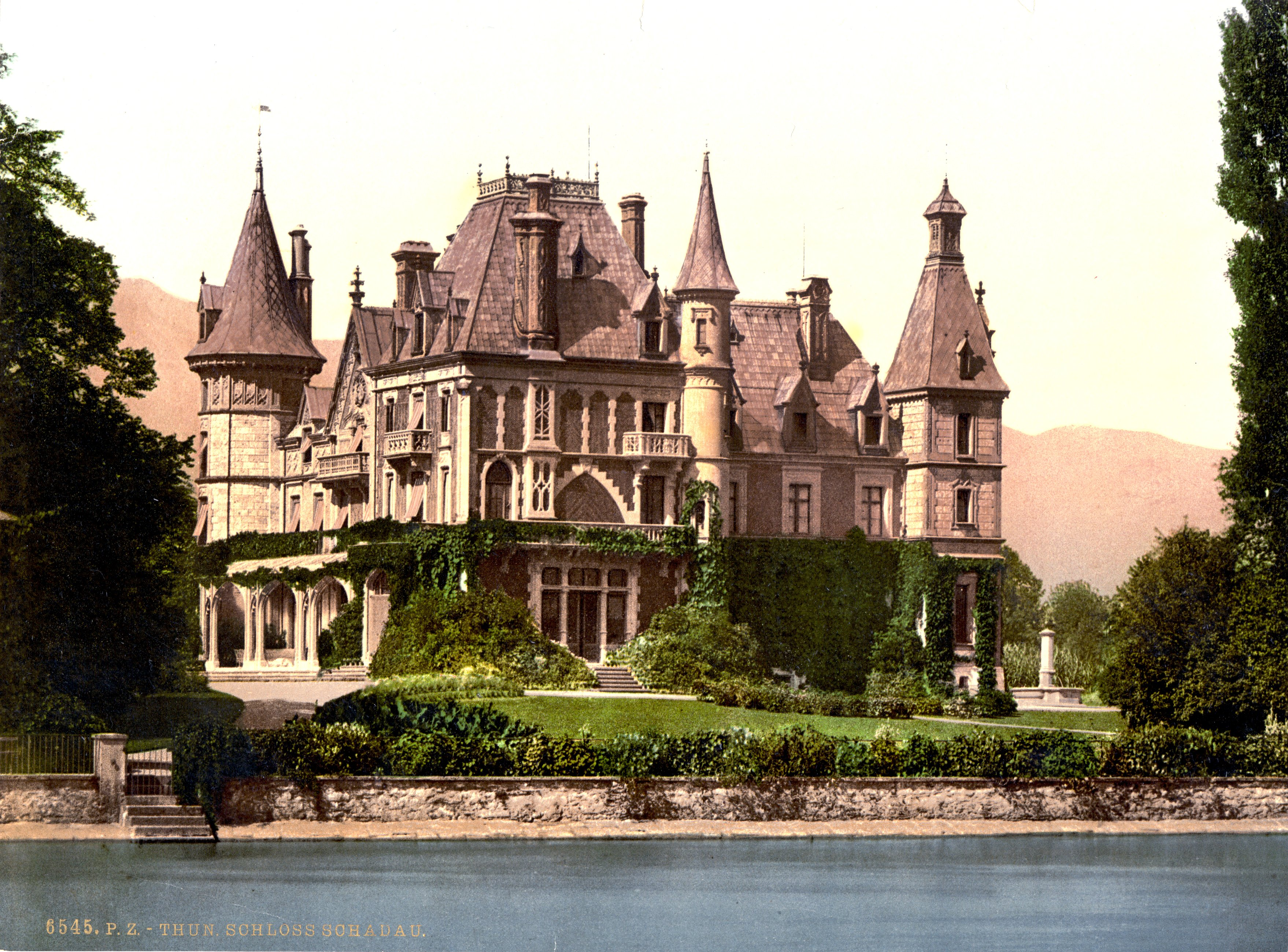
Schloss Schadau um 1900

- Schloss Thun mit historischem Museum auf dem Schlossberg
- Historische Altstadt mit Hochtrottoirs, Rathausplatz und Schleusenbrücken
- Rathaus des 16. Jahrhunderts, mit Stadtarchiv Thun und Burgerarchiv Thun
- Stadtkirche Thun
- Thunersee und Alpenpanorama (UNESCO-Weltnaturerbe)
- Strandbad Thun
- Bonstettenpark
- St. Beatus-Höhlen
- Schadaupark mit Schloss Schadau; hier findet man auch die Scherzligkirche, das Thun-Panorama und das Schweizer Gastronomiemuseum
- weitere Museen (Kunstmuseum Thun, Panzermuseum Thun, Spielzeugmuseum, Flechtmuseum)
- Strättligturm
- Cholerenschlucht
- Schwäbisturm
- Mühleplatz
- Aarequai Thun
- Thunerhof
- 600–700 Jahre alte Bettlereiche (kantonales Naturdenkmal)
- Venner-Zyroturm
- Kirche St. Beatus
- Kirche St. Marien
- Kirche St. Martin
- Kirche Schönau

## Verkehr

### Autoverkehr
Thun gilt als das «Tor zum Oberland». Die wichtigsten Verkehrsverbindungen ins Berner Oberland führen hier durch. Mit dem schweizerischen Nationalstrassennetz ist Thun seit 1971 durch die Autobahn A6 mit den Ausfahrten Thun Nord und Thun Süd verbunden.
Umfahrungen der Innenstadt aufgrund zu dichten Verkehrs sind bereits geplant. Der «Bypass» Thun Nord soll eine Verlängerung und Umgestaltung des Autobahnzubringers Thun Nord Steffisburg (A6) und eine neue Aarequerung beinhalten. Im August 2011 wurde als Übergangslösung zwischen Guisanplatz und Sternenplatz eine «Blaue Zone» eingerichtet, in der die Fussgänger keinen Vortritt mehr haben, dafür dürfen sie die Strasse – mit gegenseitiger Rücksichtnahme – auf der ganzen Länge der Welle überqueren. Ende September 2020 wurde auch die Freienhofgasse mit einem Mehrzweckstreifen («Blaue Welle») ausgestattet. Ab Mai 2023 soll dort ein Tempolimit von 30 km/h gelten.

### Bahn-/Linienbusverkehr

#### Fernverkehr

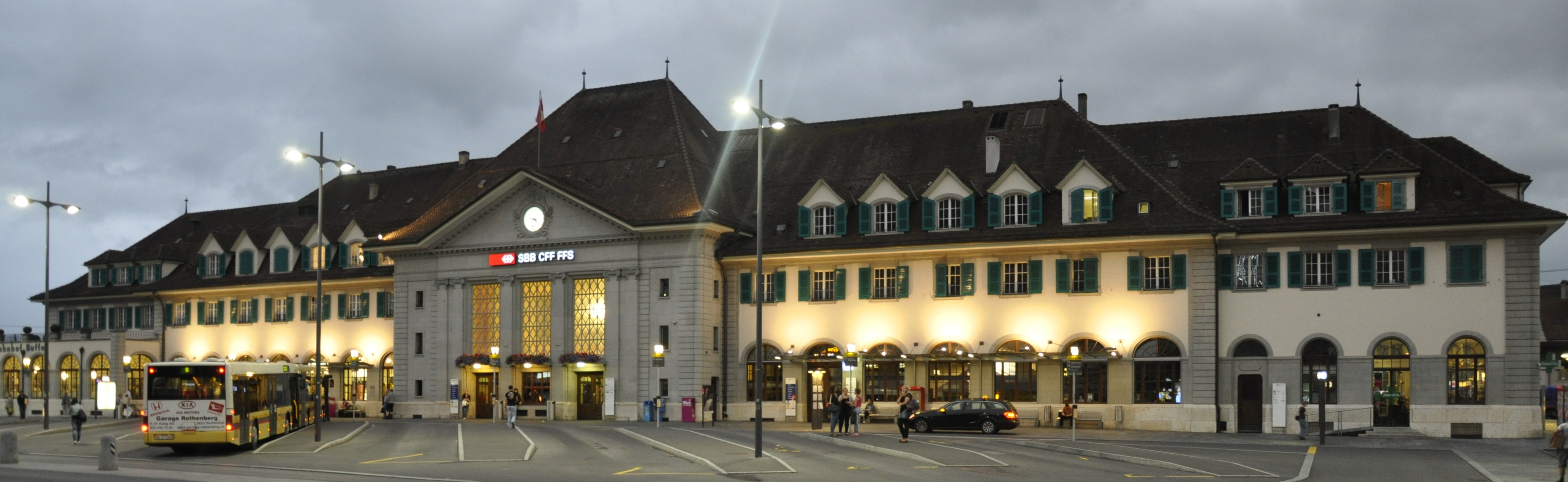
Der Bahnhof von Thun

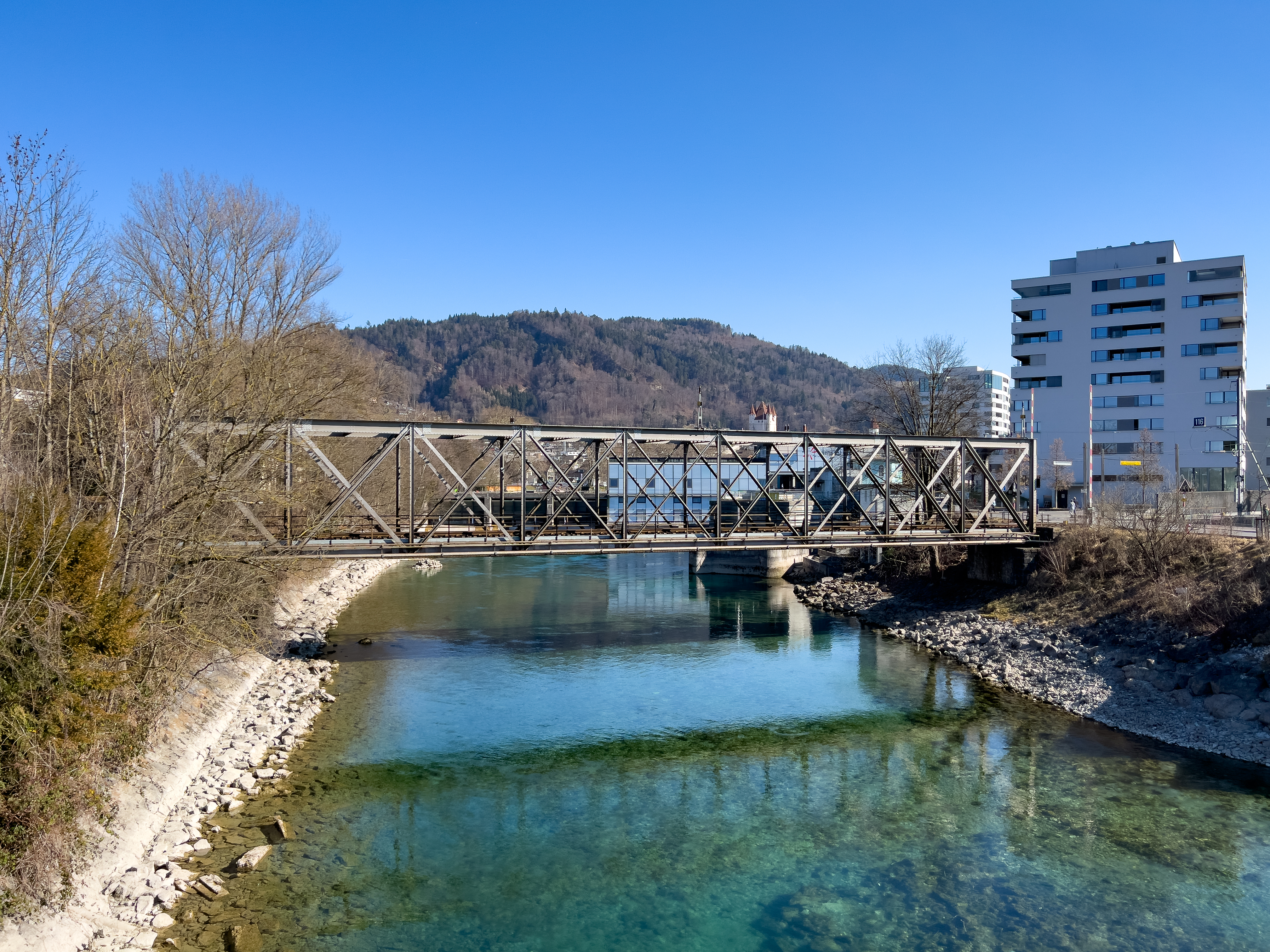
Die Bahnstrecke nach Konolfingen verkehrt über die Schwäbisbrücke in Thun.

Im Schienenverkehr verfügt der Bahnhof Thun über Anbindung ans nationale Netz. In Richtung Mittelland (Bern–Olten–Basel/Bern–Zürich–Romanshorn) und Oberland (Spiez–Interlaken/Spiez–Lötschberg–Brig) führen zwei Intercity-Linien; ausserdem bestehen direkte Verbindungen nach Mailand und Berlin. Regionallinien existieren durchs Aaretal (S1 Thun–Bern–Freiburg), durchs Gürbetal (S4 Thun–Belp–Bern–Burgdorf–Langnau, S44 Thun–Belp–Bern–Burgdorf–Sumiswald oder Solothurn) und durchs Emmental (Thun–Konolfingen–Hasle-Rüegsau–Burgdorf–Solothurn). Der Regioexpress Lötschberger fährt in Richtung Norden nach Münsingen – Bern und in Richtung Süden nach Spiez. Der hintere Zugteil fährt weiter nach Zweisimmen und der vordere über die Lötschberg-Bergstrecke nach Brig.

#### Nahverkehr
Im öffentlichen Nahverkehr existiert ein dichtes Netz von Buslinien, betrieben durch die STI Bus. Die von 1913 bis 1958 bestehende Strassenbahn Steffisburg–Thun–Interlaken und der von 1952 bis 1982 verkehrende Trolleybus Thun–Beatenbucht wurden ebenfalls von der STI und ihren Vorgängern betrieben. Seit 2012 ist Thun zudem auch an das Moonlinernetz angeschlossen.

### Schifffahrt
Der Schiffsverkehr auf dem Thunersee hatte bis Anfang des 20. Jahrhunderts eine wichtige Funktion für den Personen- und Warentransport Richtung Oberland. Lange war Thun Endstation der Bahn, und die Weiterfahrt war nur per Schiff möglich. Mit der Eröffnung der Thunerseebahn (TSB) verlor Thun diese Schnittstellenfunktion, und die Schifffahrt hat hauptsächlich noch eine touristische Bedeutung. Die Thunersee-Schifffahrt wird von der BLS betrieben.

## Kultur
Wichtigstes Datum im lokalen Festkalender ist der Ausschiesset, der vom letzten Sonntag im September bis zum folgenden Dienstag dauert. Im Zentrum dieses Volksfestes stehen das Armbrustschiessen der Kadetten und die Narrenfigur «Fulehung».
Jährlich findet am Wochenende, welches dem Monatswechsel Januar–Februar am nächsten steht, die Thuner Fasnacht statt. Nach der Reformation verschwand der Fasnachtsbrauch während ca. 300 Jahren aus der Region. Dem 1998 gegründeten Verein «Fasnachtsfreunde Thun» gelang es, eine neue Fasnacht mit Ichüble am Donnerstag, Schnitzelbank-Soirée am Freitag, Kinder- und Gassenfasnacht am Samstag sowie einem Umzug am Sonntag als neuem Kulturevent zu gestalten.
Im Sommer finden seit 2003 alljährlich die «Thunerseespiele» statt. Auf einer Bühne, die jedes Jahr neu im See aufgestellt wird, werden Musicals dargeboten.
Die Thuner Schlosskonzert-Wochen bieten jedes Jahr im Juni klassische und zeitgenössische musikalische Darbietungen. Während der Ferienzeit im Sommer sorgen die wöchentlichen Altstadtkonzerte auf dem Rathausplatz für volkstümliche Unterhaltung und das mehrtägige Openairfestival «Am Schluss» für rockige Stimmung auf dem Mühleplatz.
An der 4-tägigen Schweizer Künstlerbörse stellt sich jeweils im Frühjahr alles vor, was in der schweizerischen Kabarettszene Rang und Namen hat, und es wird der Schweizer KleinKunstPreis verliehen.
Das Thuner Stadtorchester führt jährlich vier Sinfoniekonzerte sowie ein Kammerkonzert durch. Seit 1998 steht es unter Leitung des Freiburger Dirigenten Laurent Gendre.
Das Internationale Drehorgelfestival mit nahezu 200 Instrumenten findet alle zwei Jahre statt.
Wichtige kulturelle, wichtige Zentren sind das Kultur- und Kongresszentrum Thun (KKThun) mit dem Schadau- und dem Lachensaal, in welchem auch laufend Konzerte und Vorführungen dargeboten werden. Zudem ist auch die Café Bar Mokka, welche schon über 20 Jahre besteht, ein wichtiger Ort, vor allem für Jugendliche, da sie sich dort treffen können.
Die Feldmusik Strättligen ist ein Blasorchester.

### Museen
Das Kunstmuseum Thun wurde 1948 gegründet. Der Schwerpunkt seiner Ausstellungen liegt bei der Gegenwartskunst. Einmal pro Jahr wird eine Ausstellung mit Werken aus der Sammlung präsentiert. Ein Sammlungsschwerpunkt bildet die Schweizer Pop Art.
Das Schlossmuseum präsentiert neben Exponaten zur Lokalgeschichte und zur Schweizer Militärgeschichte unter anderem auch bedeutende Sammlungen von Thuner Majolika und antikem Spielzeug.
In einem Pavillon im Schadaupark ist das Thun-Panorama von Marquard Wocher zu besichtigen, das älteste erhaltene Rundpanorama der Welt aus dem 19. Jahrhundert.
Im Schloss Thun ist das Museum Schloss Thun eingerichtet.

### Thunpreis
Mit dem Thunpreis  zeichnet die Stadt seit 1998 in unregelmässigen Abständen Thuner Persönlichkeiten oder Organisationen aus, die sich in besonderem Mass für die Allgemeinheit engagieren. Der Preis ist nicht dotiert. Er besteht in der feierlichen Übergabe einer Skulptur des Eisenplastikers Erich Oetterli und einer Anerkennungsurkunde. An der Preisfeier würdigt der Gemeinderat die Verdienste der Geehrten vor geladenen Gästen. Preisträger waren u. a. Louis Hänni, Jean Ziegler oder Peter Maurer.

## Sport und Freizeit

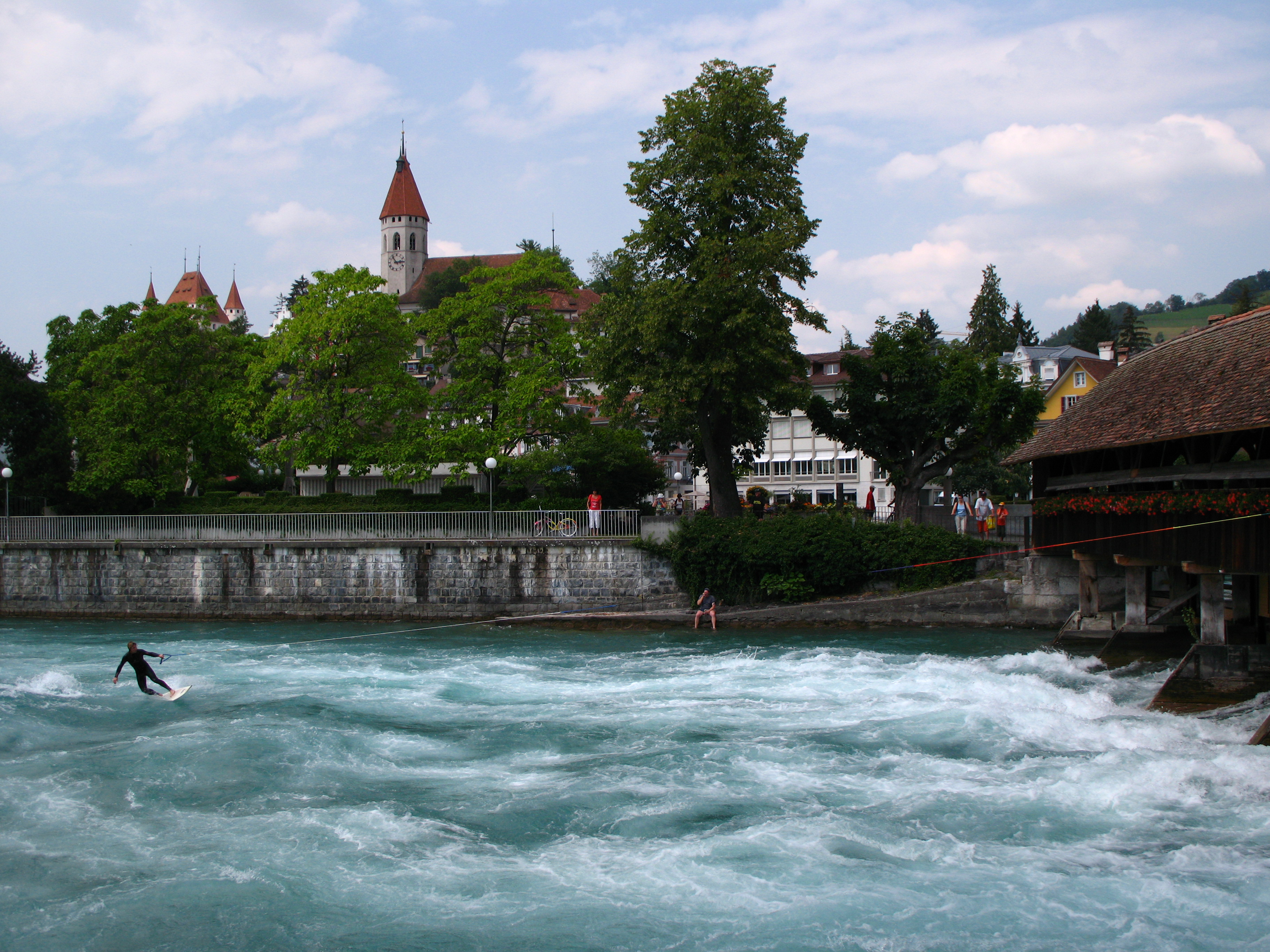
Wellenreiten im Kielwasser auf der Oberen Schleuse

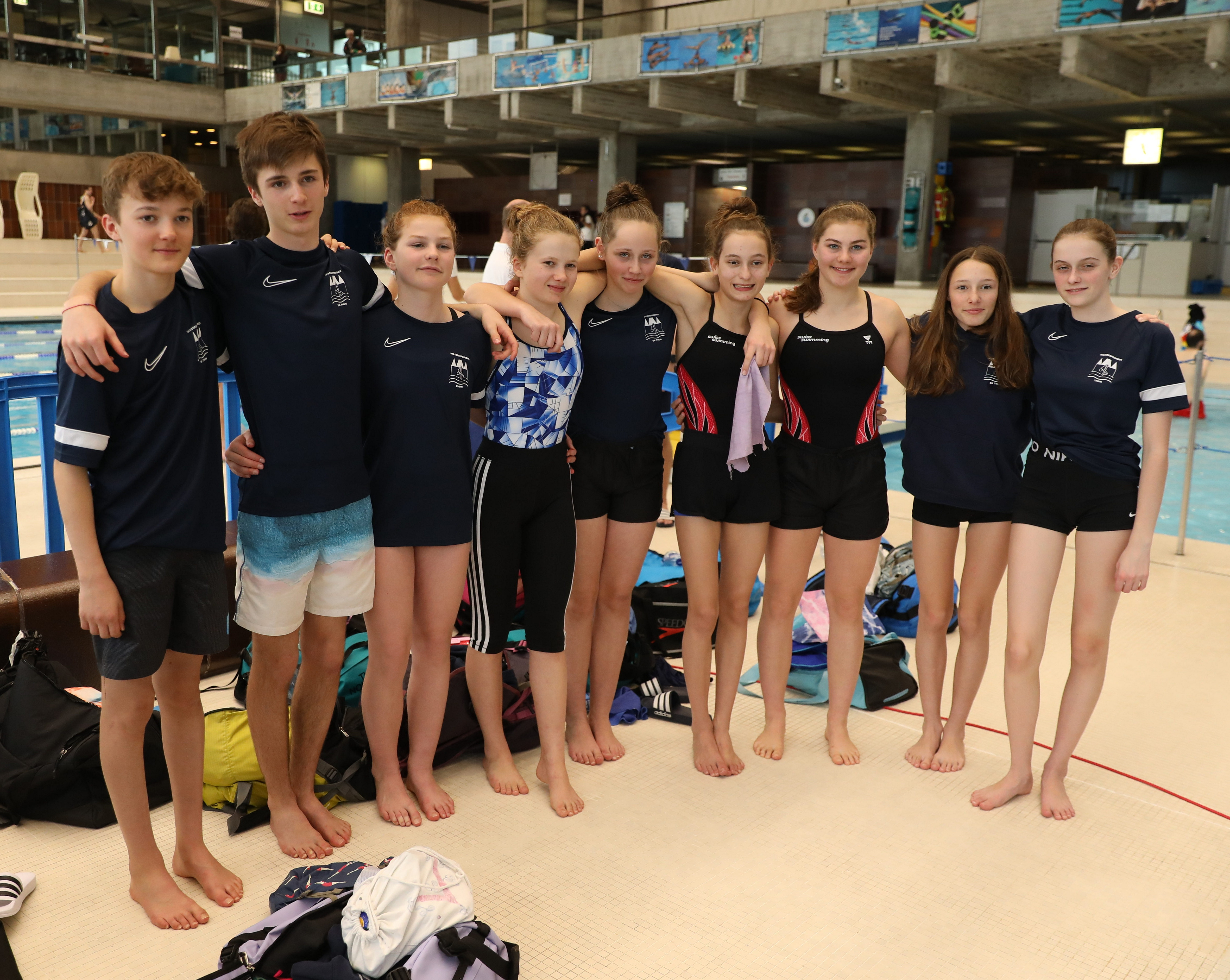
Schwimmklub Thun, Abteilung Wasserspringen bei den Juniorenschweizermeisterschaften 2022

Das sportliche Aushängeschild der Stadt ist der FC Thun. Der Verein spielte von 2002 bis 2008 in der obersten Schweizer Fussballliga, der Super League und qualifizierte sich 2005 überraschend für die Champions League. Nach zwei Jahren in der Challenge League stieg der FC Thun auf die Saison 2010/11 wieder in die oberste Spielklasse auf.
Weitere erfolgreiche Sportvereine sind Wacker Thun (Herren) und DHB Rotweiss Thun (Frauen) im Handball, der UHC Thun im Unihockey sowie der SC Thunerstern im Rollhockey. Zudem hat Thun einen American Football Club, die Thun Tigers, sowie verschiedene Eissportvereine, unter anderem den EHC Thun und den EV Bomo Thun.
Die Thunerin Tanja Frieden gewann an den Olympischen Winterspielen 2006 in Turin Gold im Snowboardcross. Der Thuner Ernst Fivian gewann an den Olympischen Spielen in Helsinki 1952 Silber im Kunstturnen.
Die Region um Thun war Austragungsort der Orientierungslauf-Weltmeisterschaft 1981.
Thun ist seit 1997 auch der Austragungsort der River Jam, ein Kanu-Freestyle-Event, welches in der Scherzligschleuse stattfindet. Highlights waren 2002 die Europameisterschaften und 2009 die Kayak-Freestyle-Weltmeisterschaften.
Die beliebteste Freizeitanlage im Sommer ist das Strandbad am See, dr Strämu, wie die Einheimischen sagen. Es bietet beheizte künstliche Becken mit 50-m-Schwimmbahnen und einem Zehn-Meter-Sprungturm. Direkt am Strandbad steht die Anlage des Tennisclub Thun. Beliebt ist auch das Flussbad Schwäbis, wo der Aareschwumm eine lange Tradition hat.
Einen wichtigen Platz im Thuner Nachtleben nahm das Selve-Areal ein, ein ehemaliges Industriegelände, auf dem nach dem Niedergang der Metallwerke Selve AG anfangs der 1990er-Jahre Bars, Discos und Clubs einzogen. 2007 mussten diese Betriebe zum Teil einer Überbauung weichen. Über die Stadt hinaus bekannt ist das Kulturlokal «Café Bar Mokka» mit seinen Konzertveranstaltungen. Am Mühleplatz, wo früher die Mühle stand, haben sich diverse Cafés eingerichtet.
Seit 2021 wird im Triathlon der Ironman Switzerland in Thun ausgetragen, der zuvor seit 1997 jährlich im Juli in und um Zürich ausgetragen wurde.

## Stadtentwicklung
Thun ist die elftgrösste Stadt der Schweiz und wächst immer noch. So steigt die Einwohnerzahl seit Jahren. Aber auch städtebaulich sind einige Projekte mehr oder weniger weit in der Realisierung fortgeschritten.
Im Jahr 2009 wurde der Hochwasserstollen in Betrieb genommen, der die Stadt besser vor Überschwemmungen schützen soll. Dieser führt vom Ende des Schiffskanals beim Bahnhof der Bahnlinie entlang bis unterhalb des Flusskraftwerkes Schwäbis, wo das Wasser wieder in die Aare eingeleitet wird.
Im ehemaligen Industrieareal der «Selve» entsteht seit 2008 ein neuer Stadtteil mit Verwaltungs-, Geschäfts- und Wohnüberbauungen. Auch rund um den Güterbahnhof weichen alte Fabrikareale modernen Neuüberbauungen. Im Dürrenast wird der Schadausaal zu einem Kongresszentrum ausgebaut und am Lachenkanal ein neues Hotel geplant.
An der Autobahnausfahrt Thun-Süd wurde 2011 mit der Stockhorn Arena und dem Panorama Center ein Fussballstadion mit Einkaufszentrum eröffnet.
Im Strassenbau stehen einige Projekte an. Der Verkehr wird heute immer noch weitgehend durch die Innenstadt geschleust. Neue Umfahrungen sind geplant.

## Gesundheitswesen
Thun verfügt über ein öffentliches Spital mit 24-Stunden-Notfallversorgung. Es gehört zum Klinikverbund der Spitäler STS. Des Weiteren bieten die Apotheken der Stadt Thun einen 24-Stunden-Notfalldienst an. Ebenfalls in Thun ansässig ist die Spitex, eine Non-Profit-Organisation, welche im Bereich Pflege und Hausbetreuungsdienst tätig ist.

## Bildungswesen
In der Stadt Thun gibt es total:
Kindergarten, Primar- und Oberstufe (Sekundarstufe I)
- 34 Kindergärten
- 13 Primarschulhäuser (erste bis sechste Klasse)
- 4 Oberstufenschulen (siebte bis neunte Klasse) mit Real-, Sekundar- und speziellen Sekundarklassen.

Gymnasien, Fach- und Berufsmittelschulen etc. (Sekundarstufe II)
- Gymnasium, Wirtschafts- und Fachmittelschule Thun
- Gewerblich Industrielle Berufsfachschule
- Wirtschaftsschule Thun
- Hotelfachschule Thun

Zudem gibt es weitere Angebote wie z. B. private oder ergänzende Bildungsangebote sowie Tagesschulen.

## Städtepartnerschaften

### Zähringerstädte
Seit rund dreissig Jahren besuchen sich die Behörden, Vereine und andere Bevölkerungsgruppen der Zähringerstädte. Zu dieser Gemeinschaft gehören – neben Thun – die deutschen Städte Freiburg im Breisgau, Villingen-Schwenningen, Neuenburg am Rhein, Bräunlingen, St. Peter im Schwarzwald und Weilheim an der Teck sowie die Schweizer Städte Bern, Freiburg im Üechtland, Burgdorf, Murten und Rheinfelden.

### Ehemalige Partnerschaften
- Gadjagan in Togo, 1989 bis 2019[37][38]
- Gabrovo in Bulgarien, 1996 bis 2019[39]
- (Granby in Kanada: Der einzige Hinweis auf freundschaftliche Kontakte datiert aus dem Jahr 1950.[40])

## Persönlichkeiten
Söhne und Töchter
- Bartholomäus May (1446–1531), Schultheiss von Thun 1485 bis 1490
- Johannes Fädminger (um 1520–1586), evangelischer Geistlicher und Stifter
- Abraham Delosea (1619–1690), evangelischer Geistlicher und Heimatforscher
- Johannes Erb (1635–1701), evangelischer Geistlicher und Wegbereiter des Pietismus
- Ursula Meyer (1682–1743), Pietistin und Mystikerin
- Albrecht Friedrich May (1773–1853), Politiker, Sekretär und Diplomat
- Carl Friedrich Ludwig Lohner (1786–1863), Historiker und Politiker
- Friedrich Zyro (1802–1874), reformierter Theologe und Hochschullehrer
- Albert Lohner (1809–1854), Unternehmer und Politiker, Nationalrat
- Samuel Friedrich Moser (1816–1882), Jurist und Politiker
- Eduard Rubin (1846–1920), Oberst der Artillerie und Erfinder
- Niklaus Gerber (1850–1914), Chemiker
- Werner Krebs (1854–1937), Unternehmer und Politiker
- Paul Hofer (1858–1940), Numismatiker, Historiker
- Marion Talbot (1858–1948), US-amerikanische Sozialwissenschaftlerin und Hochschullehrerin; war von 1895 bis 1925 Dekanin der Frauen an der Universität von Chicago
- Emil Lohner (1865–1959), Jurist und Politiker
- Johannes Jegerlehner (1871–1937), Schriftsteller
- Werner Engel (1880–1941), Maler und Grafiker
- Renée Schwarzenbach-Wille (1883–1959), Pferdesportlerin und Fotografin
- Paul Amstutz (1887–1963), Direktor der Eidgenössischen Steuerverwaltung
- Elisabeth Baumann-Schlachter (1887–1941), Schriftstellerin
- Max Wassmer (1887–1970), Chemiker, Unternehmer, Kunstsammler
- Hedwig Anneler (1888–1969), Ethnologin und Schriftstellerin
- Markus Feldmann (1897–1958), Bundesrat
- Etienne Clare (1901–1975, Lebensmittelpunkt und gestorben in Thun), Grafiker und Maler
- Hans Weber (1908–1981), Politiker und Nationalrat
- Max König (1910–1997), Diplomat, Botschafter
- Werner Gutmann (1914–2002), Prokurist, Schriftsteller und Hörspiel-Autor in Berndeutsch
- Rudolf Bieri (1920–2013), Jurist und Direktor der Eidgenössischen Finanzverwaltung
- Peter Lehner (1922–1987), avantgardistischer Dichter
- Gerhard Winterberger (1922–1993), Wirtschaftswissenschaftler, Verbandsfunktionär und Publizist
- Fritz Reimann (1924–2018), Politiker
- Louis Hänni (1927–2019), Berufsschullehrer, Strättligenchronist, Thunpreisträger 2000
- Theo Gerber (1928–1997), Maler, Bildhauer, Keramiker und Autor
- Knud Jacobsen (1928–2019), Maler, Grafiker und Plastiker
- Edgar Heim (* 1930), Psychiater und Hochschullehrer
- Ernst Fivian (1931–2021), Kunstturner
- Jakob Bieri (1933–2017), Dirigent und Komponist
- Jean Ziegler (* 1934), Politiker, Professor und Schriftsteller
- Heinz Schneiter (1935–2017), Fussballspieler
- Fritz-Peter Hager (1939–1997), Pädagoge
- Peter Willen (1941), Primarlehrer, Maler und Objektkünstler
- Martin Thönen (* 1942), Holzschneider und Illustrator
- Guy Bovet (* 1942), Organist und Komponist
- Kurt Grünig (* 1944), Fussballspieler
- Bruno Lüthi (1944–2013), Fussballspieler
- Hansueli von Allmen (* 1946), Stadtpräsident und Politiker
- Paul Michael Meyer (* 1946), Lehrer und Autor
- Benedikt Weibel (* 1946), Manager, Generaldirektor SBB
- Hanspeter Latour (* 1947), Fussballtrainer
- Walter Balmer (1948–2010), Fussballspieler
- Ursula Haller (* 1948), Nationalrätin
- Susanna Kuratli (1948–2018), Bauzeichnerin, Kunstmalerin
- André Lombard (* 1950), Internat. Schachmeister
- Max Hari (* 1950), Kunstmaler, Kunstpädagoge
- Beatrice Frey (* 1951), Schauspielerin
- Ralph Pichler (* 1954), Bobfahrer
- Alexandre Dubach (* 1955), Violinist
- Marianne Dumermuth (* 1955), Stadträtin, Gemeinderätin, Grossrätin (SP)
- Gilbert Glaus (* 1955), Radrennfahrer
- Peter Maurer (* 1956), Diplomat
- Beat «Bädu» Anliker (1957–2016), (Anti-)Kulturmanager
- Markus Rothacher (* 1957), Geodät und Hochschullehrer
- Stefan Haenni (* 1958), Kunstpädagoge, Maler und Krimiautor
- Erich Oetterli (* 1958), Bildhauer und Restaurator
- Thomas Hiltpold (* 1960), Stadtrat und Grossrat (Grüne)
- Claudia Pia Eimer (* 1962), Politikerin
- Peter Siegenthaler (* 1962), Gemeinderat und Grossrat (SP)
- Philipp Fankhauser (* 1964), Bluesmusiker und Songwriter
- Brigitte Dietrich (* 1965), Jazzpianistin und Komponistin
- Michael Wertmüller (* 1966), Komponist und Schlagzeuger
- Markus Eggler (* 1969), Curler
- Sandra Moser (* 1969), Schauspielerin
- Lukas Bärfuss (* 1971), Schriftsteller und Dramatiker
- Bruno Kernen (* 1972), Skirennfahrer
- Bernhard Bischoff (* 1973), Kunsthistoriker, Kunsthändler und Galerist
- Andrea de Meuron (* 1973), Gemeinderätin und Grossrätin (GFL/Grüne)
- Nadja Stoller (* 1974), Jazzmusikerin
- Ueli Kestenholz (* 1975), Snowboarder
- Tanja Frieden (* 1976), Snowboarderin
- Ivan Rieder (* 1976), Wintersportler, Nordischer Kombinierer
- Sandee, bürgerlich Sandra Moser (* 1976), Mundartsängerin
- Annatina Schultz (* 1977), Juristin und Klettersportlerin
- Lisa Catena (* 1979), Satirikerin
- Marc Schneider (* 1980), Fussballspieler und -trainer
- Andreas Waelti (* 1980), Jazzmusiker
- Julian Sartorius (* 1981), Jazz- und Improvisationsmusiker
- Patrick von Allmen (* 1985), Naturbahnrodler
- Zdravko Kuzmanović (* 1987), Fussballspieler
- Simona de Silvestro (* 1988), Automobil-Rennfahrerin
- Stefanie da Eira (* 1992), portugiesisch-schweizerische Fussballspielerin
- Nico Müller (* 1992), Rennfahrer
- Fabienne Stämpfli (* 1992), Politikerin
- Nils Fiechter (* 1996), Politiker

Persönlichkeiten mit zeitweiligem Wohnsitz in Thun:
- Johann Rudolf Rebmann (1566–1605), evangelischer Geistlicher, Heimatforscher und Schriftsteller
- Heinrich von Kleist (1777–1811), deutscher Dichter
- Guillaume-Henri Dufour (1787–1875), Mitbegründer der Militärschule von Thun, Kartograf, späterer General der Schweizer Armee
- Charles-Louis-Napoléon Bonaparte (1808–1873), später als Napoléon III. Kaiser von Frankreich
- Ludwig von Linden (1808–1889), Direktor der Eidgenössischen Pferderegieanstalt in Thun
- Johannes Brahms (1833–1897), deutscher Komponist
- Elisabeth Müller (1885–1977), Schriftstellerin; war Lehrerin an der Übungsschule des Lehrerinnenseminars
- Ulrich Wille (1848–1925), Berufsoffizier, General der Schweizer Armee während des Ersten Weltkriegs

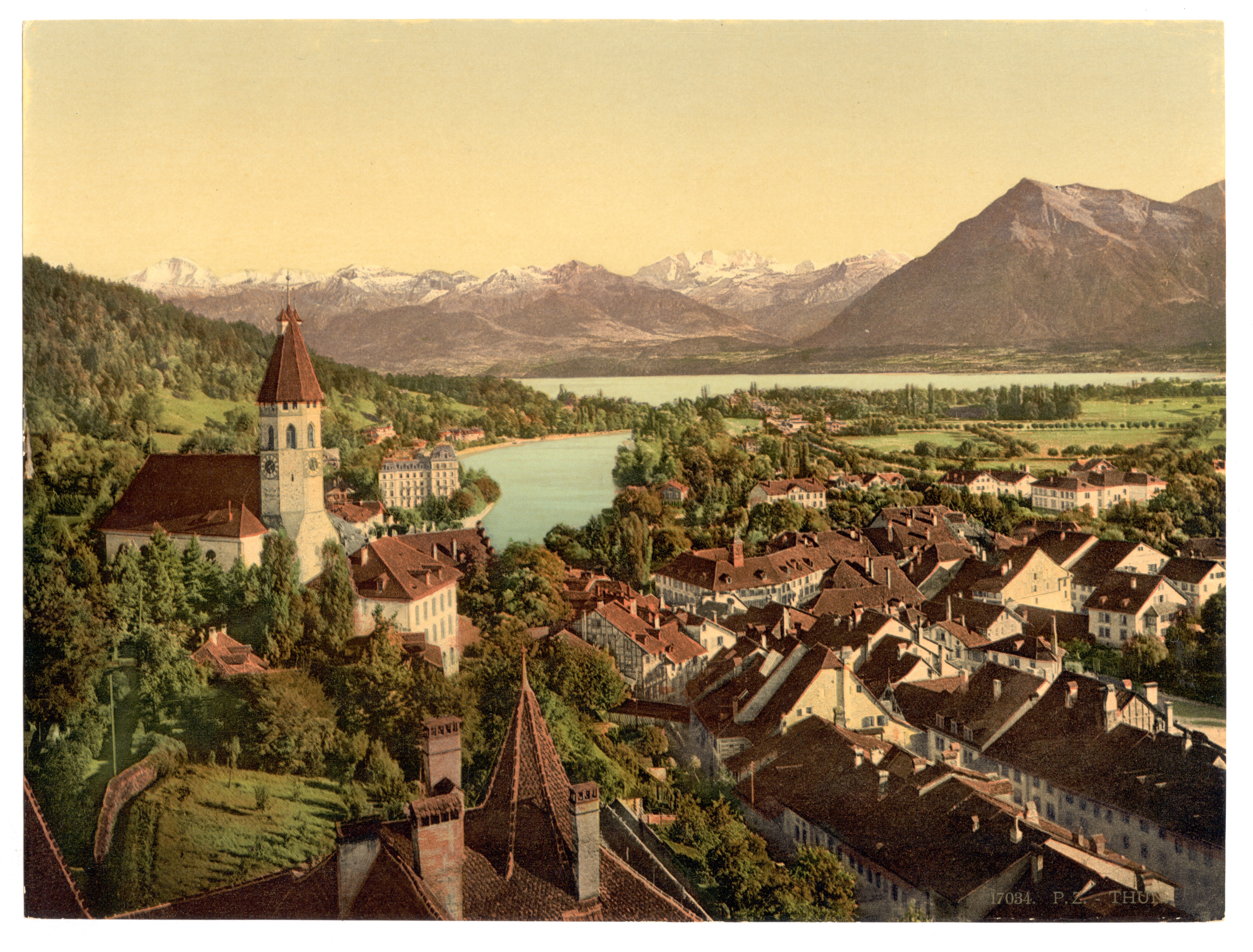
Blick von der Burg Richtung Thunersee um 1900
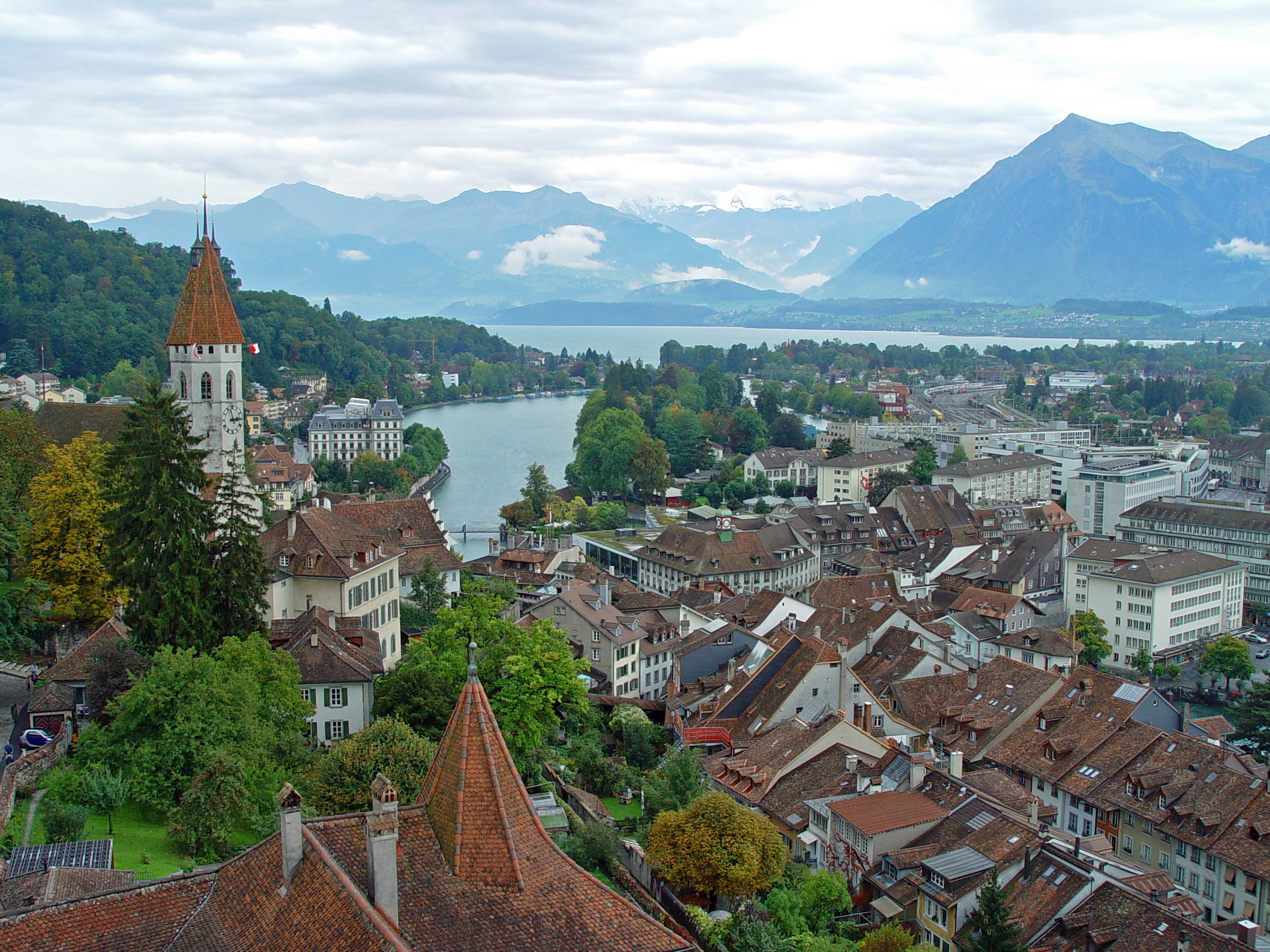
Blick auf Thun, Aare und Thunersee vom Schloss
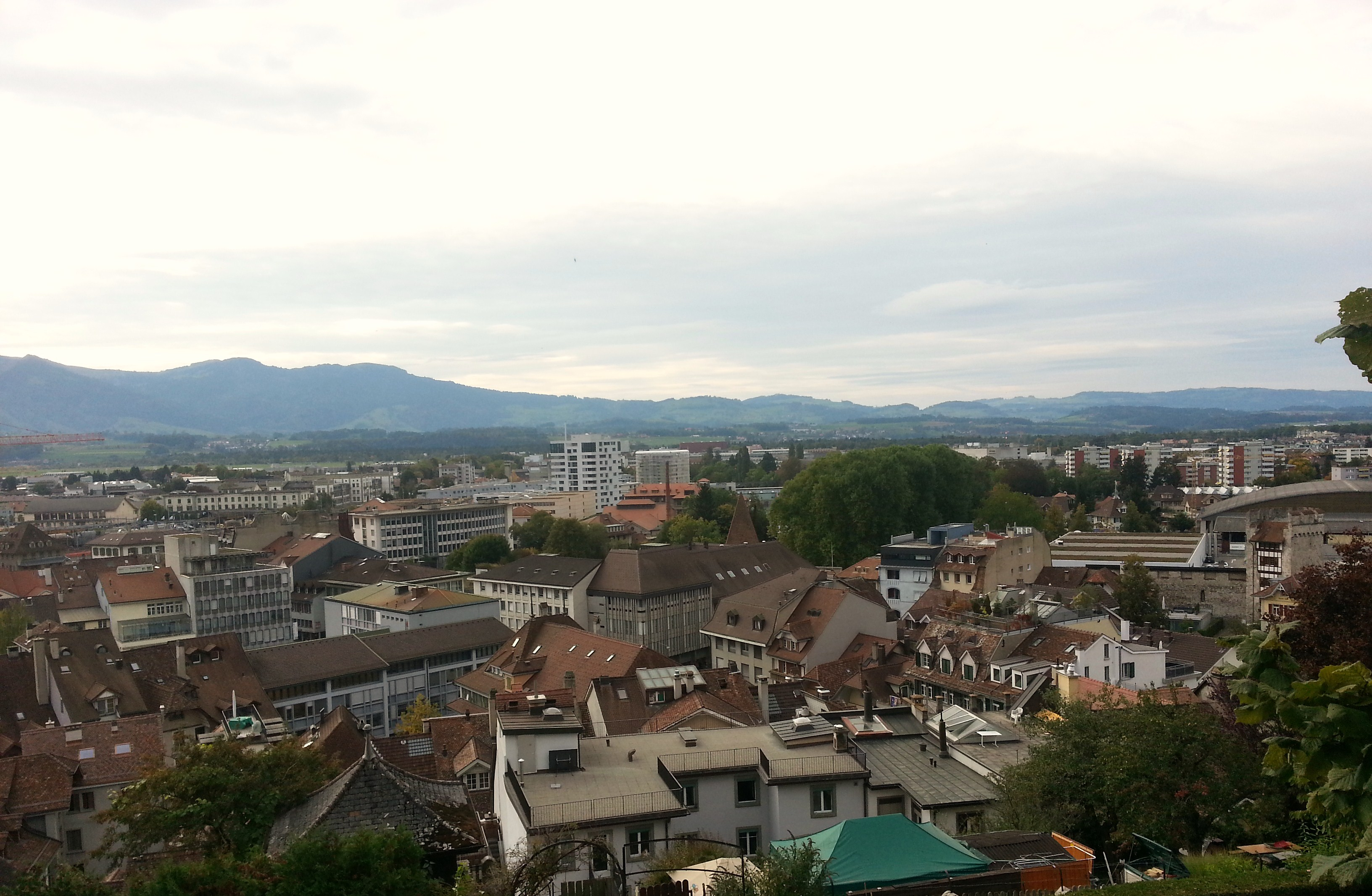
Blick über Thun
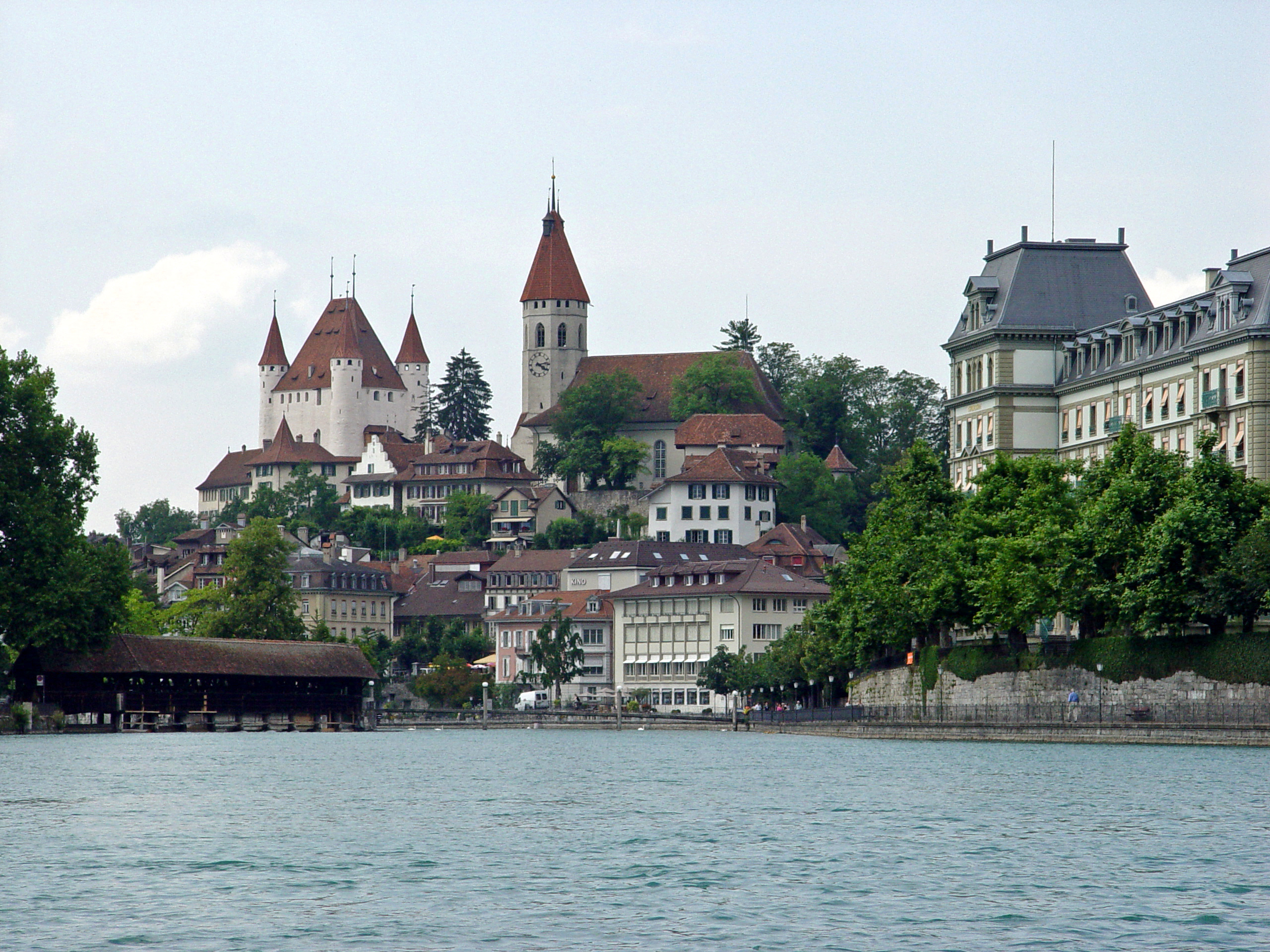
Schloss Thun von der Aare gesehen